# Nilza Salvo
Nilza Salvo López de Alda (nacida el 30 de enero de 1953) es una exmagistrada uruguaya, quien se desempeñó como ministra del Tribunal de lo Contencioso Administrativo entre 2020 y 2023.

## Primeros años
Cursó estudios en la Facultad de Derecho de la Universidad de la República, donde se graduó como abogada en 1980.
A partir de 1986 se desempeñó como actuaria en el Poder Judicial.

## Jueza de Paz en el interior
En marzo de 1988 inició su carrera judicial al ser designada Jueza de Paz de la 11° sección judicial de Canelones, con sede en la ciudad de San Ramón.
En setiembre de 1988 fue trasladada al Juzgado de Paz Departamental de Dolores y en marzo de 1989 al Juzgado de Paz Departamental de Maldonado de Segundo Turno.

## Jueza Letrada en el interior
En mayo de 1989 fue ascendida al cargo de Jueza Letrada de Bella Unión.
En octubre de 1989 fue trasladada al Juzgado Letrado de Paysandú de Tercer Turno.

## Jueza Letrada en la capital
En noviembre de 1989 ascendió a cumplir funciones como Jueza Letrada en Montevideo, inicialmente como Jueza Letrada de Familia de 31° Turno.
En diciembre de 1991 pasó a desempeñarse como Jueza Letrada en lo Civil de 14° Turno.

## Tribunal de Apelaciones
En marzo de 2002 recibió un nuevo ascenso al ser nombrada integrante del Tribunal de Apelaciones en lo Civil de Primer Turno.
Permaneció en dicho tribunal durante más de dieciocho años.

## Tribunal de lo Contencioso Administrativo
Tras producirse una vacante en el Tribunal de lo Contencioso Administrativo como consecuencia del retiro de José Echeveste en setiembre de 2020, y transcurridos 90 días sin efectuarse designación de su reemplazante por la Asamblea General, se tornó aplicable el artículo 236 de la Constitución, que prevé como mecanismo subsidiario de designación para los cargos vacantes en la Suprema Corte de Justicia, aplicable al TCA en función de la remisión efectuada por el artículo 308 de la Constitución, el ingreso del magistrado más antiguo de los Tribunales de Apelaciones. En aquel momento dicha calidad correspondía a Salvo, por lo que se produjo su ingreso automático al TCA. Prestó juramento ante la Asamblea General el 15 de diciembre de 2020.
Integró el TCA durante poco más de dos años, cesando en su cargo en enero de 2023 al cumplir los 70 años, edad establecida como límite para integrar el Tribunal de lo Contencioso Administrativo según el artículo 308 de la Constitución, que se remite en cuanto a las condiciones para ocupar dicho cargo a las previstas para los miembros de la Suprema Corte de Justicia.
La vacante que dejó al retirarse y la generada por el cese de Eduardo Vázquez Cruz poco antes fueron cubiertas en febrero de 2023 con las designaciones de José Balcaldi y Rosina Rossi.